# Bartki (Lelkowo)
Bartki (deutsch Bartken) ist ein Ort in der polnischen Woiwodschaft Ermland-Masuren innerhalb der Landgemeinde Lelkowo (Lichtenfeld) im Powiat Braniewski (Kreis Braunsberg) und gehörte bis 1945 zum Kreis Heiligenbeil in Ostpreußen.

## Geographische Lage
Bartki liegt am Westufer der Warnau (polnisch Warna) im Nordwesten der Woiwodschaft Ermland-Masuren, 25 Kilometer südöstlich der früheren und heute auf russischem Gebiet gelegenen Kreisstadt Heiligenbeil (russisch Mamonowo) bzw. 26 Kilometer südöstlich der heutigen Kreismetropole Braniewo (deutsch Braunsberg).

## Geschichte
Die seinerzeitige Siedlung Berkithen wurde 1407 erstmals urkundlich erwähnt und nach 1414 Berkiten, vor 1700 Bartcken, nach 1704 Barthken und nach 1820 Bartken genannt. Sie bestand aus zwei großen Höfen.
Als eine Landgemeinde kam Bartken 1874 zum neuen Amtsbezirk Eichholz (polnisch Dębowiec) im ostpreußischen Kreis Heiligenbeil im Regierungsbezirk Königsberg. Die Einwohnerzahl Bartkens belief sich im Jahre 1910 auf 43.
Am 30. September 1928 verlor die Landgemeinde Bartken ihre Eigenständigkeit, als sie sich mit dem Nachbargutsbezirk Wilknitt (polnisch Wilknity) zur neuen Landgemeinde Wilknitt zusammenschloss.
Im Jahre 1945 wurde das gesamte südliche Ostpreußen in Kriegsfolge an Polen abgetreten. Bartken erhielt die polnische Namensform „Bartki“ und ist heute eine Ortschaft innerhalb der Gmina Lelkowo (Landgemeinde Lichtenfeld) im Powiat Braniewski (Kreis Braunsberg), von 1975 bis 1998 der Woiwodschaft Elbląg, seither der Woiwodschaft Ermland-Masuren zugehörig.

## Religion
Bis 1945 war Bartken mit seiner überwiegend evangelischen Einwohnerschaft in das Kirchspiel der Kirche Eichholz (polnisch Dębowiec) in der Kirchenprovinz Ostpreußen der Kirche der Altpreußischen Union eingepfarrt. Heute ist die Bevölkerung Bartkis fast ausnahmslos römisch-katholischer Konfession und gehört ebenfalls zur Kirche Dębowiec, nun im Dekanat Pieniężno (Mehlsack) im Erzbistum Ermland.

## Verkehr
Bartki liegt westlich der polnischen Woiwodschaftsstraße 510 – hier auf der Trasse der früheren deutschen Reichsstraße 126 – und ist über den Abzweig in Wilknity (Wilknitt) zu erreichen. Bis 1945 war Wilknitt die nächste Bahnstation an der Bahnstrecke Königsberg (Preußen)–Zinten–Mehlsack–Göttkendorf (–Allenstein). Heute wird diese Bahnstrecke erst ab Pieniężno (Mehlsack) befahren.